# انثناء (علم الجنين)
تتشكل ثلاث انالانثناءات في جزء من الأنبوب العصبي الجنيني الذي يتطور إلى الدماغ. عندما يكون أربعة أسابيع في عمر الحمل لذا الجنين البشري يطور الأنبوب العصبي في نهاية الجمجمة إلى ثلاثة تورمات-حويصلات الدماغ الأولية. المساحة التي يتطور فيها الجزء القحفي من الأنبوب العصبي محدودة. يتسبب هذا القيد في ثني الأنبوب العصبي، أو ثنيه، عند اثنين من الثنيات البطنية-الثني الرأسي المنقاري، وثني العنقي الذَّنَبِيَّ. كما أنه ينحني ظهريًا في الثني المنقاري. تتشكل هذه الانثناءات في الوقت الذي تتطور فيه حويصلات الدماغ الأولية إلى خمس حويصلات دماغية ثانوية في الأسبوع الخامس.

## روابط خارجية
- علم الأجنة في جامعة نيو ساوث ويلز wwwpig/pigg/G7L
- نظرة عامة على nlm.nih.gov - كتاب إلكتروني
- رسم تخطيطي في nlm.nih.gov - كتاب إلكتروني